# 金沢市企業局

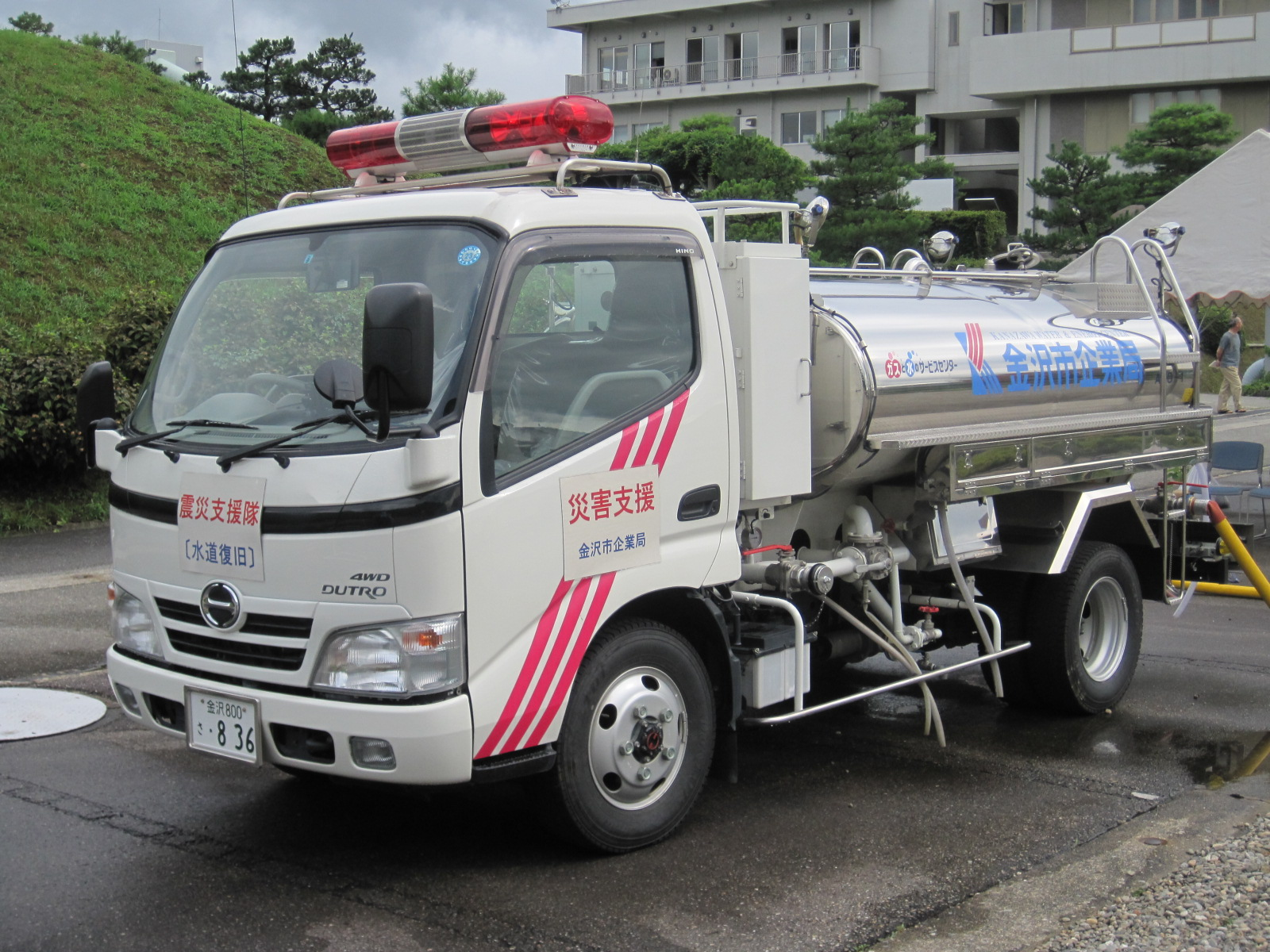
金沢市企業局の給水車
（日野・デュトロ）

金沢市企業局（かなざわしきぎょうきょく）は、石川県金沢市の地方公営企業。地方公営企業法第2条で適用される事業のうち、水道事業（上水道）、工業用水道事業を金沢市の条例で地方公営企業法の全部を適用する下水道事業を行っている。
かつてはガス事業（都市ガス）、発電事業（電気）も事業展開していたが、2022年（令和4年）4月1日に民営化し金沢エナジーへ事業を譲渡した。

## 概要
金沢市企業局は、かつて電気事業法で定める「卸供給事業者」として水力発電所を保有しており、日本の都道府県以外の地方公共団体としては唯一市営の発電事業を行っていた。
2001年（平成13年）4月1日に下水道事業を統合し、現在は5事業を行う地方公営企業である。2020年（令和2年）4月1日に福井市企業局の都市ガス事業が関西電力・北陸電力・敦賀ガスが出資する新会社「福井都市ガス」へ譲渡されたため、北陸地方における公営の都市ガス事業者は金沢市企業局のみとなったが、2022年（令和4年）にガス事業および発電事業を民営化した（後述）。

## 沿革
- 1921年（大正10年）10月1日 - 民営の金沢電気瓦斯を買収し、金沢市電気局を設置。市営の電気供給事業・ガス事業が開始される。
- 1932年（昭和7年）4月1日 - 金沢市電気局と水道局が統合し、金沢市電気水道局に改組。
- 1942年（昭和17年）3月31日 - 金沢市電気水道局解散。翌日から電気供給事業は配電統制令により北陸配電（北陸電力の前身）に移行、水道・ガス部門は金沢市瓦斯水道事業部に改組。
- 1950年（昭和25年）9月1日 - 金沢市瓦斯水道局に改組。
- 1952年（昭和27年）11月1日 - 金沢市ガス水道局に改組。
- 1963年（昭和38年）1月11日 - 通商産業省より電気事業が許可される。
- 1967年（昭和42年）1月1日 - 金沢市企業局に改組。
- 1980年（昭和55年）7月19日 - 手取川ダムを取水源とする石川県営水道の供給を開始。
- 2000年（平成12年）8月22日 - 都市ガスの熱量を6Cから13Aへの変更に着手（2005年12月に完了）。
- 2001年（平成13年）4月1日 - 下水道部を企業局に統合。同日より地方公営企業法の全部適用事業となる。
- 2018年（平成30年） - 業務効率化のためのRPAを活用した業務支援プロジェクトを開始（業務委託先にアビームコンサルティングを選定）[6][8]。
- 2022年（令和4年）4月1日 - 発電およびガス事業を民営化、両事業を金沢エナジー株式会社へ譲渡[1][2][3]。

## 主な事業所・施設
すべて金沢市内に所在する。

### 現在
- 企業局本庁舎：広岡三丁目3番30号
- 市役所企業局窓口：広坂一丁目1番1号

水道事業
- 末浄水場（上水課）：末町1の1番地
  - 近代水道百選・名勝・登録有形文化財、水道施設としては初めて名勝の指定を受けた。
- 犀川浄水場：末町15の60番地

工業用水道事業
- 金沢テクノパーク浄水場：北陽台3丁目31

下水道事業
- 水処理課・城北水質管理センター（浅野本町ホ131番地） - 金沢市中心部（犀川以北）
- 西部水質管理センター（東力町ハ272番地） - 金沢市西部（犀川以南）
- 臨海水質管理センター（湊三丁目5番地8） - 金沢市北部（国道8号以北）

関連団体
- 公益財団法人金沢市水道サービス公社（笠舞本町二丁目29番20号）

### 過去
ガス事業
- 南部維持管理センター：高尾台二丁目30番地
- 港エネルギーセンター：湊三丁目6番地
- ガスぽーと（ショールーム）：西念一丁目2番1号
  - 現在は金沢エナジーの駅西オフィスとなっている[3]。

電気事業
- 発電管理センター：三口新町三丁目11番18号

## 現在の展開事業

### 水道事業
水道事業は1930年（昭和5年）に通水を開始、2年後に末浄水場が完成し市内への供給を開始した。1980年（昭和55年）からは手取川ダムからの石川県営水道の受給を開始している。また、2009年7月より、末浄水場で緩速ろ過されたペットボトル入りの「金沢の水」を販売している。給水戸数は181,888戸（2004年度）。

### 工業用水道事業
工業用水道事業は1997年（平成9年）に金沢テクノパークへの給水を開始した。

### 下水道事業
2001年4月1日より企業局が受け持ち、排水区域内人口は394,792人（2004年度）。なお、金沢市西南部・野々市市・白山市鶴来北部の下水は犀川左岸浄化センターで処理されている。

## 過去の展開事業

### ガス事業
ガス事業は1908年（明治41年）、金沢電気瓦斯が始めたのが起源で、1921年（大正10年）10月1日に金沢電気瓦斯を買収し、金沢市電気局として設立。供給戸数は73,897戸（2007年度）。
- 年間1日最大送出量180,095m3（2007年度の一般ガス）
- 年間販売量40,293,278m3（2007年度）

### 発電事業
水力発電所は犀川と犀川水系の内川に5か所を有しており、年間需給電力量は125,715.39MWh（2004年度）。戦前の配電統制令で北陸配電に事業が吸収されるまでは、手取川流域でも発電事業を行っていた。
| 発電所名         | 水系 | 取水源・取水方式       | 最大出力 | 発電開始       | 備考                             |
| ---------------- | ---- | ---------------------- | -------- | -------------- | -------------------------------- |
| 上寺津発電所     | 犀川 | 犀川ダム（ダム水路式） | 16,200kW | 1966年1月29日  | 発電事業第1号の発電所。          |
| 新寺津発電所     | 犀川 | 犀川（水路式）         | 430kW    | 1981年12月28日 | 北陸電力の旧犀川発電所を再利用。 |
| 新辰巳発電所     | 犀川 | 犀川（水路式）         | 6,000kW  | 1971年3月30日  |                                  |
| 新内川発電所     | 内川 | 内川ダム（ダム水路式） | 7,400kW  | 1984年12月26日 |                                  |
| 新内川第二発電所 | 内川 | 内川（水路式）         | 3,000kW  | 1988年12月23日 |                                  |

## ガス・発電事業の民営化
金沢市は、「金沢市ガス事業・発電事業あり方検討委員会」を発足させ、2019年6月10日に第1回会合を開催した。会合の中で、電気およびガスの自由化により競争が増していることにより供給量が減少していることが示された。その後、委員会が複数回開催され、同年10月8日にガス事業および発電事業を株式会社へ譲渡するのが適当であるとする答申案を市長（当時）の山野之義に答申した。検討委員会では、金沢市が株式会社に出資し、市が経営に関与できる余地を残さなければならないとする委員の意見を反映させている。なお、民営化において行政側が民間企業に出資した例は、長野県企業局の都市ガス事業を民営化する際、長野県が譲渡先である長野都市ガス（東京ガスグループ）に出資したケースがある。
答申を受け金沢市は2020年、市内に事業所を置く新設企業を対象に公募型プロポーザル方式で譲渡先の選定を行い、2022年度（令和4年度）をめどにガス・発電事業を民営化することを決定した。
金沢市は、2021年に北陸電力・東邦ガスなどの企業コンソーシアムに優先交渉権を与えることを決定。5月に新会社を設立し、その後、金沢市議会での議決を経て2022年に事業を譲渡した。金沢市のガス事業の民営化により、北陸3県における公営のガス事業者は消滅することになった。出資企業などの内訳などは以下のとおり。
新会社への出資企業および比率
- 北陸電力（48%）[1][3][18]、東邦ガス（43%）[1][18]、金沢市（3%）[3][18]、北國銀行・北國新聞社（各2%）[18]、小松ガス[18]、松村物産[18]

新会社への協力企業（出資予定なし）
- 米沢電気工事、北菱電興